# Lias Andersson
Lias Andersson (* 13. října 1998) je profesionální švédský hokejový útočník aktuálně působí ve farmářském klubu Laval Rocket v American Hockey League (AHL). Je držitelem zlaté medaile z mistrovství světa v roce 2018.

## Hráčská kariéra
Andersson byl v roce 2017 draftován v 1. kole jako 7. celkově klubem New York Rangers. V červenci 2017 s Rangers podepsal tříletou vstupní nováčkovskou smlouvu. Poté hrál ve farmářském klubu Hartford Wolf Pack v AHL. V NHL debutoval v březnu 2018 v zápase proti Washington Capitals, poté co byl povolán z farmy. V říjnu 2020 byl vyměněn do týmu Los Angeles Kings. Od té doby střídavě nastupuje i za farmářský klub Ontario Reign. V červenci 2023 podepsal roční smlouvu s Montrealem, ale celou sezónu 2023/24 strávil ve farmářském klubu Montrealu Laval Rocket.

## Osobní život
Je synem Niklase Anderssona, bývalého švédského hokejového útočníka, který strávil v NHL šest sezón. Hokeji se profesionálně věnuje i Liasův mladší bratr Noah.

## Statistiky

### Klubové statistiky
| Sezóna     | Klub               | Soutěž     |     | Základní část | Základní část | Základní část | Základní část | Základní část |   | Play off | Play off | Play off | Play off | Play off |
| Sezóna     | Klub               | Soutěž     | Z   | G             | A             | B             | TM            | Z             | G | A        | B        | TM       |          |          |
| 2015–16    | HV71               | SHL        | 22  | 0             | 0             | 0             | 6             | 4             | 0 | 0        | 0        | 0        |          |          |
| 2016–17    | HV71               | SHL        | 42  | 9             | 10            | 19            | 18            | 16            | 4 | 1        | 5        | 18       |          |          |
| 2017–18    | Frölunda HC        | SHL        | 22  | 7             | 7             | 14            | 20            | —             | — | —        | —        | —        |          |          |
| 2017–18    | Hartford Wolf Pack | AHL        | 25  | 5             | 9             | 14            | 8             | —             | — | —        | —        | —        |          |          |
| 2017–18    | New York Rangers   | NHL        | 7   | 1             | 1             | 2             | 0             | —             | — | —        | —        | —        |          |          |
| 2018–19    | Hartford Wolf Pack | AHL        | 36  | 6             | 14            | 20            | 25            | —             | — | —        | —        | —        |          |          |
| 2018–19    | New York Rangers   | NHL        | 42  | 2             | 4             | 6             | 29            | —             | — | —        | —        | —        |          |          |
| 2019–20    | New York Rangers   | NHL        | 17  | 0             | 1             | 1             | 4             | —             | — | —        | —        | —        |          |          |
| 2019–20    | Hartford Wolf Pack | AHL        | 13  | 4             | 1             | 5             | 14            | —             | — | —        | —        | —        |          |          |
| 2019–20    | HV71               | SHL        | 15  | 7             | 5             | 12            | 6             | —             | — | —        | —        | —        |          |          |
| 2020–21    | HV71               | SHL        | 19  | 5             | 6             | 11            | 4             | —             | — | —        | —        | —        |          |          |
| 2020–21    | Los Angeles Kings  | NHL        | 23  | 3             | 3             | 6             | 12            | —             | — | —        | —        | —        |          |          |
| 2020–21    | Ontario Reign      | AHL        | 15  | 6             | 11            | 17            | 0             | 1             | 1 | 0        | 1        | 0        |          |          |
| 2021–22    | Los Angeles Kings  | NHL        | 20  | 1             | 1             | 2             | 12            | —             | — | —        | —        | —        |          |          |
| 2021–22    | Ontario Reign      | AHL        | 4   | 6             | 0             | 6             | 2             | —             | — | —        | —        | —        |          |          |
| 2022–23    | Los Angeles Kings  | NHL        | 1   | 0             | 0             | 0             | 0             | —             | — | —        | —        | —        |          |          |
| 2022–23    | Ontario Reign      | AHL        | 67  | 31            | 28            | 59            | 38            | 2             | 2 | 1        | 3        | 2        |          |          |
| 2023–24    | Laval Rocket       | AHL        | 53  | 21            | 24            | 45            | 33            | —             | — | —        | —        | —        |          |          |
| SHL celkem | SHL celkem         | SHL celkem | 120 | 28            | 28            | 56            | 54            | 20            | 4 | 1        | 5        | 18       |          |          |
| NHL celkem | NHL celkem         | NHL celkem | 110 | 7             | 10            | 17            | 57            | —             | — | —        | —        | —        |          |          |
| AHL celkem | AHL celkem         | AHL celkem | 213 | 79            | 87            | 166           | 120           | 3             | 3 | 1        | 4        | 2        |          |          |

### Reprezentační statistiky
| Rok                           | Tým                           | Soutěž                        | Z  | G  | A | B  | TM |
| ----------------------------- | ----------------------------- | ----------------------------- | -- | -- | - | -- | -- |
| 2015                          | Švédsko 18                    | HGC                           | 5  | 0  | 0 | 0  | 18 |
| 2016                          | Švédsko 18                    | MS18                          | 7  | 5  | 4 | 9  | 8  |
| 2017                          | Švédsko 20                    | MSJ                           | 7  | 3  | 0 | 3  | 6  |
| 2018                          | Švédsko 20                    | MSJ                           | 7  | 6  | 1 | 7  | 6  |
| 2018                          | Švédsko                       | MS                            | 10 | 1  | 1 | 2  | 4  |
| Juniorská reprezentace celkem | Juniorská reprezentace celkem | Juniorská reprezentace celkem | 26 | 14 | 5 | 19 | 38 |
| Seniorská reprezentace celkem | Seniorská reprezentace celkem | Seniorská reprezentace celkem | 10 | 1  | 1 | 2  | 4  |